# Дубрава (Жуковский район)
Дубрава (ранее также Дуброва) — посёлок в Жуковском районе Брянской области, в составе Ходиловичского сельского поселения. 
 Расположен в 6 км к северо-востоку от села Фошня, в 2 км к югу от деревни Александровка. 
 Население — 5 человек (2010).

## История
Возник в 1920-е годы; входил в Саковский, Ходиловичский сельсовет.
| Годы      | 1926 | 1979 | 1989 | 2002 | 2010 |
| --------- | ---- | ---- | ---- | ---- | ---- |
| Население | 34   | 68   | 30   | 19   | 5    |